# Franco Fernandes
José Manuel Franco Figueira Fernandes (Funchal, 17 de junho de 1932 – 15 de dezembro de 2009) foi um escultor e professor de Belas Artes madeirense, autor de diversas obras de arte pública na Região Autónoma da Madeira, com destaque para o Monumento ao Emigrante Madeirense (1982), localizado na Avenida do Mar e das Comunidades Madeirenses, no Funchal. O seu trabalho escultórico reflete um profundo sentido simbólico, espiritual e identitário, ligado à experiência insular e à homenagem à memória coletiva.

### Formação e percurso docente
Filho de António Manso Figueira Fernandes e de Maria José da Conceição Franco Figueira Fernandes. Sua mãe, professora primária, ficou conhecida na comunidade escolar como professora Marita Franco por ter leccionado durante 34 anos na Escola da Ajuda, freguesia de São Martinho, no Funchal. Em sua homenagem, foi discutida a atribuição do seu nome a um arruamento do concelho do Funchal: a Rua Professora Marita Franco, atribuição essa, aprovada por unanimidade, em reunião ordinária, pela Câmara Municipal do Funchal, a 10 de julho de 2008.
Franco Fernandes iniciou a sua formação em escultura na recém-criada Secção de Belas-Artes da Academia de Música e Belas-Artes da Madeira (AMBAM), em 1956, integrando a primeira turma dos Cursos Gerais de Escultura e Pintura. Foi aluno de Vasco de Lucena, Anjos Teixeira, António Aragão e outros nomes relevantes do panorama artístico regional. Posteriormente, concluiu o curso superior de Escultura na Escola Superior de Belas-Artes do Porto, onde defendeu a sua tese em junho de 1963 com a alta classificação de 16 valores.
Durante a década de 1960 e até meados dos anos 70, viveu em Angola, mais precisamente no Lobito, onde lecionou e desenvolveu diversas obras escultóricas, incluindo bustos de governadores e peças para escolas e edifícios institucionais. Regressou a Portugal em 1975, na sequência da guerra colonial, fixando-se primeiro na Madeira e mais tarde no continente.
Foi professor de artes visuais na Escola Secundária Francisco Franco, no Funchal, e mais tarde no Liceu de Algés, em Lisboa. Casado com Maria Margarida Primo de Gouveia Vieira, divorcia-se em 1987, residiu em Caxias e em Algés, onde continuou a lecionar e a criar.

### Obra destacada[1]

#### Obras de Arte Pública na ilha da Madeira

##### Monumento ao Emigrante Madeirense(1982, Funchal)[8][9]
Vencedor do 1.º Concurso Público de Arte da Autonomia da Madeira, lançado em 1981, Franco Fernandes concebeu uma escultura em bronze representando uma figura masculina ajoelhada a sustentar um globo armilar.  Foi inaugurada a 1 de julho de 1982 na Avenida do Mar, sendo considerada uma das obras públicas mais emblemáticas da região.
"AO EMIGRANTE MADEIRENSE / PRESENTE EM TODAS AS LATITUDES"
A escultura tem sido alvo de manutenção e preservação regulares, mantendo-se como símbolo da ligação da ilha à sua diáspora.

##### Ascese (Porto Moniz)[12]
Obra de cariz espiritual instalada originalmente na rotunda à entrada do concelho do Porto Moniz, concebida como tributo aos naturais da vila e à ligação simbólica ao ilhéu. A escultura foi posteriormente alterada, com a colocação de uma barca de cimento na sua base  e a sua redenominação para "Monumento aos Pescadores", sem consulta à família do artista. Esta intervenção tem gerado debate quanto à preservação da integridade da obra e põe em causa o legado inspiracional do artista, bem como, os seus direitos de autor como criador da obra.

#### Outras obras e criações

##### Água Viva (1993, Clube Naval do Funchal)
Fruto de uma parceria com o escultor Gil Bazenga, esta peça integra um painel escultórico e pictórico de inspiração mitológica e orgânica, representando um nu feminino em diálogo com formas abstratas.  Está instalada no Clube Naval do Funchal e insere-se num conjunto de colaborações artísticas no contexto madeirense dos anos 90.
Participou na exposição de artistas madeirenses no Teatro Municipal Baltazar Dias, em 1982, ao lado de Gil Bazenga e Alice Sousa.  Era conhecido também pela criação de objetos artísticos pessoais como colares em couro e malas geométricas de fecho expansível, com carácter experimental.
Segundo familiares, diversas esculturas do artista encontram-se no Hotel Orca Praia, nomeadamente a escultura das Orcas, encomendada pelo hotel, quando abriu, entre outras peças situadas na recepção e zonas comuns. Embora ainda não documentadas publicamente, estas obras mantêm-se acessíveis no local.

### Legado e reconhecimento
Franco Fernandes está incluído nas principais listas e catálogos de escultura pública da Madeira, ao lado de artistas como Martim Velosa, Celso Caires, Luiza Clode e outros.  A sua obra reflete uma abordagem humanista e figurativa, centrada na representação simbólica da identidade insular.
A existência de obras suas em Angola — ainda por inventariar — tem motivado apelos por parte da família e de investigadores para que a Direção Regional da Cultura da Madeira promova um estudo institucional sobre a totalidade da sua obra, tanto na Madeira como no continente e no contexto africano.